# Palau Reial (Nàpols)
El Palau Reial de Nàpols és un palau a la plaça del Plebiscit, al centre històric de Nàpols. Ocupa tota una illa que dona a la plaça Trieste e Trento, del Municipio i la via Acton. Compren el parc i el teatre San Carlo.  Va ser construït, eixamplat i restaurat de ben bé dos segles i mig, des del 1603 fins al 1858, el que va implicar certs canvis d'estil, seguint el gust del temps.
Vittorio Emanuele III de Savoia el va cedir a l'estat el 1919. D'aleshores ençà serveix principalment com a complex museístic, en particular els Apartaments Reials, i a l'ala oriental acull des de 1922 la Biblioteca Nacional.

## Antecedents
Sota el mandat de Pedro Álvarez de Toledo y Zúñiga, es va decidir la construcció d'un Palau Virreial: dissenyat pels arquitectes Ferdinando Manlio i Giovanni Benincasa, les obres van començar el 1543 i es van completar poc després. Aquesta construcció va tenir lloc en un període en què els virreis feien una reorganització urbana de les ciutats italianes: a Nàpols es van reorganitzar les muralles i els forts, i es van construir els anomenats Quarters Espanyols.
Fou iniciat l'any 1603 pel virrei Fernando Ruiz de Castro i la virreina Catalina de Zúñiga de la ciutat, en previsió d'una possible visita del rei Felip III de Castellà, visita que no mai no es va fer. Va triar una zona a l'extrem occidental de la ciutat a costat del palau virreial, a prop del turó de Pizzofalcone, en una posició amb vistes al port, amb l'avantatge de donar una excel·lent via d'escapament per al rei en cas d'un atac enemic.
El projecte inicial fou encarregat a l'arquitecte Domenico Fontana, que ja havia realitzat importants obres a Roma per al papa Sixt V. El projecte va patir nombrosos canvis i va trigar fins a la meitat del segle xix que es va donar per conclòs. Des del mateix moment que es començaren a col·locar els fonaments de l'obra, el Palau Reial fou el centre de la vida política i social napolitana fins als primers anys del segle xx.
A partir de la reonquesta pels borgons l'any 1734, la cort es va instal·lar permanentment a Nàpols, es va restaura i eixamplar el palau, que era en un pèssim estat de conservació. Així es va ampliar cap al mar amb un edifici anomenat Apartament del Majordom, i cap al costat que dóna al Vesuvi amb l'anomenat Apartament per als Prínceps Reials. A partir d'aquell moment se n'encarregaren progressives restauracions, que adequaren el palau a un estil més barroc amb obres de Francesco De Mura e Domenico Antonio Vaccaro.
Al llarg del regnat de Ferran II de les Dues Sicílies es tendí a la centralització dels poders de l'Estat a l'interior del palau. Així definitivament el Palau Reial de Nàpols es consolidà com el centre del poder absolut del Regne de les Dues Sicílies.